# Чемпионат СССР по тяжёлой атлетике 1984
59-й чемпионат СССР по тяжёлой атлетике прошёл с 13 по 19 марта 1984 года в Минске (Белорусская ССР) во Дворце спорта. Он открывал олимпийский сезон и должен был стать одним из отборочных этапов для участия в Олимпийских играх в Лос-Анджелесе (с 29 июля по 8 августа). Атлеты были разделены на 10 весовых категорий и соревновались в двоеборье (рывок и толчок). Главный судья соревнований — Эдуард Мкртумян (Вильнюс), члены судейской коллегии — Константин Назаров, Алексей Медведев, Леонид Жаботинский, председатель организационного комитета — заместитель председателя Минского горисполкома Михаил Жуковский.

## Медалисты
| Категория           | Золото                                          | Золото                 | Серебро                                            | Серебро                | Бронза                                       | Бронза                 |
| До 52 кг 14 марта   | Бронислав Рыжик Вооружённые Силы (Симферополь)  | 247,5 кг (107,5 + 140) | Виль Абдрахимов «Труд» (Орск)                      | 242,5 кг (110 + 132,5) | Валентин Полонский Вооружённые Силы (Москва) | 240 кг (107,5 + 132,5) |
| До 56 кг 15 марта   | Руслан Дю Вооружённые Силы (Минск)              | 257,5 кг (115 + 142,5) | Александр Сеньшин Вооружённые Силы (Ворошиловград) | 255 кг (107,5 + 147,5) | Олег Караяниди Вооружённые Силы (Москва)     | 255 кг (112,5 + 142,5) |
| До 60 кг 15 марта   | Юрий Саркисян «Урожай» (Гехакерт)               | 305 кг (135 + 170)     | Мухади Седаев Вооружённые Силы (Ворошиловград)     | 295 кг (135 + 160)     | Николай Захаров «Труд» (Кемерово)            | 292,5 кг (132,5 + 160) |
| До 67,5 кг 16 марта | Владимир Грачёв Вооружённые Силы (Калинин)      | 340 кг (155 + 185)     | Сергей Кузнецов «Динамо» (Липецк)                  | 330 кг (145 + 185)     | Евгений Новиков «Авангард» (Рубежное)        | 330 кг (145 + 185)     |
| До 75 кг            | Владимир Кузнецов «Спартак» (Краснодар)         | 360 кг (165 + 195)     | Сергей Ли Вооружённые Силы (Фрунзе)                | 355 кг (160 + 195)     | Илья Савин «Колос» (Днепропетровск)          | 345 кг (155 + 190)     |
| До 82,5 кг          | Анатолий Храпатый Вооружённые Силы (Целиноград) | 385 кг (175 + 210)     | Михаил Потёмкин «Труд» (Калинин)                   | 370 кг (165 + 205)     | Ришат Гайсин Профсоюзы (Кумертау)            | 365 кг (162,5 + 202,5) |
| До 90 кг            | Виктор Солодов «Труд» (Мыски)                   | 412,5 кг (185 + 227,5) | Исраил Арсамаков «Динамо» (Грозный)                | 400 кг (177,5 + 222,5) | Саид Амаев Вооружённые Силы (Кишинёв)        | 390 кг (180 + 210)     |
| До 100 кг           | Павел Кузнецов «Буревестник» (Владимир)         | 430 кг (190 + 240)     | Александр Медоев Вооружённые Силы (Тбилиси)        | 417,5 кг (185 + 232,5) | Виктор Соц «Динамо» (Донецк)                 | 415 кг (185 + 230)     |
| До 110 кг           | Валерий Кравчук «Буревестник» (Кривой Рог)      | 432,5 кг (190 + 242,5) | Валентин Кузьмин «Труд» (Павлодар)                 | 427,5 кг (192,5 + 235) | Руслан Балаев Вооружённые Силы (Грозный)     | 425 кг (187,5 + 237,5) |
| Свыше 110 кг        | Анатолий Писаренко «Динамо» (Киев)              | 460 кг (200 + 260)     | Александр Курлович Вооружённые Силы (Гродно)       | 457,5 кг (202,5 + 255) | Александр Гуняшев «Динамо» (Таганрог)        | 452,5 кг (207,5 + 245) |

## Результаты

### До 52 кг
| Место | Спортсмен                                     | Рывок    | Толчок | Всего |
| ----- | --------------------------------------------- | -------- | ------ | ----- |
| 1     | Бронислав Рыжик Вооружённые Силы Симферополь  | 107,5    | 140    | 247,5 |
| 2     | Виль Абдрахимов «Труд» Орск                   | 110 PB   | 132,5  | 242,5 |
| 3     | Валентин Полонский Вооружённые Силы Москва    | 107,5 PB | 132,5  | 240   |
| 4     | Сергей Кичанов Профсоюзы Златоуст             | 95       | 125    | 220   |
| 5     | Исраил Исаков «Буревестник» Фергана           | 95       | 125    | 220   |
| 6     | Юрий Ли Вооружённые Силы Минск                | 100      | 117,5  | 217,5 |
| 7     | Андраник Саргавакян «Трудовые резервы» Абовян | 100      | 115    | 215   |
| 8     | Ш. Абдыкеримов «Буревестник» Фрунзе           | 90       | 115    | 205   |
|       | Виктор Пуртов Кемерово                        | —        |        | —     |

### До 56 кг
| Место | Спортсмен                                        | Рывок | Толчок | Всего |
| ----- | ------------------------------------------------ | ----- | ------ | ----- |
| 1     | Руслан Дю Вооружённые Силы Минск                 | 115   | 142,5  | 257,5 |
| 2     | Александр Сеньшин Вооружённые Силы Ворошиловград | 107,5 | 147,5  | 255   |
| 3     | Олег Караяниди Вооружённые Силы Москва           | 112,5 | 142,5  | 255   |
| 4     | Алексей Колокольцев Вооружённые Силы Кемерово    | 110   | 142,5  | 252,5 |
| 5     | Эдуард Харитонов «Труд» Данков                   | 110   | 140    | 250   |
| 6     | Виктор Соколовский «Труд» Новокузнецк            | 112,5 | 135    | 247,5 |
| 7     | Виктор Дучев «Труд» Магнитогорск                 | 115   | 132,5  | 247,5 |
| 8     | Т. Давтян «Урожай» Ереван                        | 110   | 130    | 240   |
|       | Оксен Мирзоян «Динамо»                           | —     | —      | —     |

### До 60 кг
| Место | Спортсмен                                            | Рывок | Толчок | Всего |
| ----- | ---------------------------------------------------- | ----- | ------ | ----- |
| 1     | Юрий Саркисян «Урожай» Гехакерт                      | 135   | 170    | 305   |
| 2     | Мухади Седаев Вооружённые Силы Ворошиловград         | 135   | 160    | 295   |
| 3     | Николай Захаров «Труд» Кемерово                      | 132,5 | 160    | 292,5 |
| 4     | Амир Азизов Вооружённые Силы Днепропетровск          | 130   | 160    | 290   |
| 5     | Умар Эдельханов «Динамо» Грозный                     | 132,5 | 155    | 287,5 |
| 6     | Солтан Каракотов Вооружённые Силы Московская область | 122,5 | 157,5  | 280   |
| 7     | А. Горбацкий Вооружённые Силы Брест                  | 117,5 | 155    | 272,5 |
| 8     | П. Егикян «Динамо» Ленинакан                         | 122,5 | 150    | 272,5 |